# Saint-Pol-sur-Mer

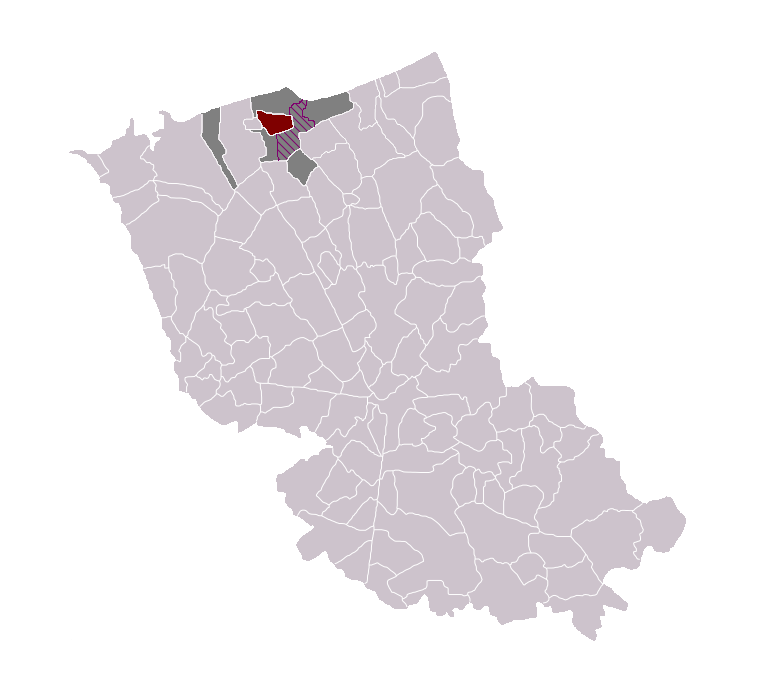
Localització del Saint-Pol-sur-Mer

Saint-Pol-sur-Mer (neerlandès Sint-Pols-aan-Zee) és un municipi francès situat al departament del Nord i a la regió dels Alts de França. L'any 2006 tenia 22.100 habitants. Limita a l'oest amb Dunkerque, Fort-Mardyck i Petite-Synthe.
El municipi va ser creat el 1877, separant-se del de Petite-Synthe, una vila absorbida com a barri per Dunkerque. En 2003 es va convocar un referèndum per decidir la possible fusió amb Dunkerque però el resultat va ser negatiu (amb una forta abstenció). En destaca el campanar local, amb un autòmat entre els quatre més grans del món. Igualment cal destacar l'església neogòtica de Saint Benoît.

## Demografia
| Evolució de la població |      |      |      |      |      |      |      |      |
| 1793                    | 1800 | 1806 | 1821 | 1831 | 1836 | 1841 | 1846 | 1851 |
| -                       | -    | -    | -    | -    | -    | -    | -    | -    |

| 1856 | 1861 | 1866 | 1872 | 1876 | 1881  | 1886  | 1891  | 1896  |
| ---- | ---- | ---- | ---- | ---- | ----- | ----- | ----- | ----- |
| -    | -    | -    | -    | -    | 4 406 | 5 200 | 6 312 | 7 492 |

| 1901  | 1906  | 1911   | 1921   | 1926   | 1931   | 1936   | 1946   | 1954   |
| ----- | ----- | ------ | ------ | ------ | ------ | ------ | ------ | ------ |
| 9 031 | 9 799 | 10 258 | 10 492 | 11 658 | 12 422 | 12 729 | 10 369 | 14 071 |

| 1962   | 1968   | 1975   | 1982   | 1990   | 1999   | 2006 | 2011 | 2016 |
| ------ | ------ | ------ | ------ | ------ | ------ | ---- | ---- | ---- |
| 18 686 | 19 084 | 20 867 | 23 055 | 23 832 | 23 337 | -    | -    | -    |

| 2019 | - | - | - | - | - | - | - | - |
| ---- | - | - | - | - | - | - | - | - |
| -    | - | - | - | - | - | - | - | - |

## Administració
| Període   | Identitat        | Partit |
| --------- | ---------------- | ------ |
| 1966-1971 | Jules Hemeilrijk |        |
| 1971-1995 | Gaston Tirmarche | PS     |
| 1995-     | Christian Hutin  | MRC    |

## Personatges il·lustres
- Robert Prigent, polític